# Sommersby
Sommersby (bra: Sommersby - O Retorno de um Estranho; prt: Sommersby, o Regresso de Um Estranho) é um filme franco-estadunidense de 1993, do gênero drama histórico-romântico, dirigido por Jon Amiel, com roteiro de Nicholas Meyer e Anthony Shaffer adaptado do roteiro original do filme Le Retour de Martin Guerre, por sua vez baseado do caso Martin Guerre.
Estrelado por Richard Gere e Jodie Foster nos papéis principais e ambientado na era da reconstrução americana pós-Guerra Civil, o filme narra a história de um fazendeiro cuja esposa, quando ele volta para casa depois da guerra, suspeita de que ele seja um impostor. Na filme francês, bem como na história original, a trama se passava no século 16.
Sommersby foi lançado nos Estados Unidos em 5 de fevereiro de 1993 pela Warner Bros. O filme recebeu críticas positivas dos críticos, que elogiaram o desempenho e a química dos personagens principais, bem como a trilha sonora; foi um sucesso de bilheteria, arrecadando mais de US$ 140 milhões mundialmente contra um orçamento de US$ 30 milhões.

## Sinopse
John "Jack" Sommersby deixou sua fazenda para lutar na Guerra Civil Americana e presume-se morto após seis anos. Apesar das dificuldades de trabalhar em sua fazenda em Vine Hill, Tennessee, sua aparente viúva Laurel está contente em sua ausência uma vez que Jack era um marido desagradável e abusivo; ela faz planos de um novo casamento com um de seus vizinhos, Orin Meacham, que tem ajudado ela e seu filho pequeno nos trabalhos agrícolas.

## Elenco
- Richard Gere .... John "Jack" Sommersby/Horace Townsend
- Jodie Foster .... Laurel Sommersby
- Bill Pullman .... Orin Meacham
- James Earl Jones .... Juiz Barry Conrad Isaacs
- Brett Kelley .... Rob Sommersby
- Lanny Flaherty .... Buck
- William Windom .... Reverendo Powell
- Wendell Wellman .... Travis
- Clarice Taylor .... Esther
- Frankie Faison .... Joseph
- R. Lee Ermey .... Dick Mead
- Richard Hamilton .... Dr. Evans
- Maury Chaykin .... Advogado Dawson
- Ray McKinnon .... Advogado Webb
- Caileb Ryder/Caitlen Ryder ... bebê Rachel

## Recepção

### Bilheteria
O filme foi um sucesso de bilheteria, arrecadando mais de US$ 50 milhões no mercado interno e US$ 90 milhões no exterior, totalizando um faturamento mundial de mais de US$ 140 milhões, contra um orçamento de US$ 30 milhões.

### Recepção crítica
O filme recebeu críticas positivas da crítica. O site agregador de críticas Rotten Tomatoes atribui ao filme uma taxa de aprovação de 62% com base em 26 revisões, com uma classificação média de 6/10. Os críticos elogiaram a atuação e a química dos dois protagonistas, interpretados por Gere e Foster, mas criticaram o final do filme.